# イングランドの単一自治体
単一自治体（たんいつじちたい、英語: unitary authority）は、イングランドにおける、1つのディストリクト内の全ての自治体サービスを提供する責任を有する地方自治体である。1972年地方自治法を改正し、複数のディストリクトを有しないカウンティを認めた1992年地方自治法に基づいて設置される。単一自治体制度により、大規模な町は、カウンティ内の都市化していないその他の地域と別の地方自治体を持つことができ、複数のディストリクトに分割するには小さすぎるカウンティが単一の権限を有することができる。
単一自治体は、イングランドの全域に存在するわけではない。1990年代に40あまり設置され、その後も増加傾向にある。単一自治体は、他の地域では非都市カウンティとそこに含まれる複数の非都市ディストリクトの議会により別々に運営されている権限と機能を一手に担う。

## 歴史

### 背景
「単一自治体」という語は、1969年のレッドクリフ＝モード報告書の中で、カウンティ議会とディストリクト議会の機能を合体させた地方自治体という現在の意味で初めて使用された。なお、厳密にいうと、同じ地域に（下位の自治体として）パリッシュ議会が存在することもあるため、単一自治体という語は、必ずしも1つの地域内に地方自治体が一層のみ存在するということを意味するわけではない。
1889年から1974年まで存在したカウンティ・バラ（特別市）は、単一自治体とは呼ばれないが、事実上は、単一自治体と同じく一層の自治主体であった。1889年以前は、地方自治体はそれぞれ異なる権限と機能を有していたが、中世以来、いくつかの市や町は、カウンティ・コーポレート（独立自治区）として、高度な自治権を有していた。より小さな入植地についても、バラやリバティとして、通常の行政からの一定の自治権を有するものがあった。
1972年地方自治法において、大規模な町とその周辺地域を合わせて運営する地方自治体の地域が創設された。単一的自治主体の概念は廃止され、面積が狭く本土からの距離が遠いために不可能であったシリー諸島を除き、イングランドの全地域において、自治体はカウンティ議会とディストリクト議会の二層構造とされた。1986年、6つの都市カウンティとグレーター・ロンドンにおいて、広義の単一的地方自治体制度が導入され、上層の自治体が廃止された上、その機能は中央政府、大都市バラ議会および合同委員会に分割された。

### 1990年代の改革
1990年代の見直しは、新たな単一自治体を創設することができる非都市地域を選定するために始められた。その結果、1995年から1998年までの間に、次のような行政構造の変更が実施された。
- ブリストル、ヘレフォードシャー、ワイト島およびラトランドが、ディストリクトを1つのみ有するカウンティとして設立された。
- バークシャーにあったディストリクト議会が、単一自治体とされた。
- エイヴォン（英語版）、ハンバーサイド（英語版）およびクリーヴランド（英語版）の3州が、解体されて複数の単一自治体となった。
- 多数のディストリクトが、カウンティから分離された。

このような変更により、典礼カウンティは、1974年以前のように、行政上のカウンティとは別に定義されるようになった。この見直しによって、46の単一自治体が創設された。

### 2009年の変更
2007年に、更なる見直しが開始され、2009年に次のとおり実施された。
- コーンウォールおよびノーサンバーランドが、ディストリクトを1つのみ有するカウンティとして設立された。
- ダラム、シュロップシャー、ウィルトシャーの各州のうち、1990年代の見直しでは分離されなかった部分が、単一自治体として設立された。
- ベッドフォードシャーおよびチェシャーの残りの区域が、それぞれ2つの単一自治体に分割された。

これにより、9つの単一自治体が創設された。

### 今後の改革
2016年、オックスフォードシャー・カウンティ・カウンシル（カウンティ議会）は、同カウンティ議会およびオックスフォードシャー内の4つのディストリクト議会を廃止してオックスフォードシャー全体を単一自治体とする「ワン・オックスフォードシャー」の提案を行った。2017年、オックスフォード・シティ・カウンシルは、この提案に反対の立場を示した。この提案を推進するかどうかの決定は、2017年3月に発表されることとなっていた。
2017年、典礼カウンティであるドーセットの地域を2つの単一自治体とすることが提案された。その一方は、既存の単一自治体であるボーンマスおよびプールに非都市ディストリクトであるクライストチャーチを加えた区域とし、もう一方は、カウンティの残りの区域とするというものであった。2017年11月、コミュニティ・地方自治大臣のサジド・ジャヴィドは、「提案を承諾するつもりである」と述べ、2つの単一自治体制を施行する最終的な決定は、2018年2月に確定した。この2つの単一自治体を、ボーンマス・クライストチャーチ・アンド・プール・カウンシルおよびドーセット・カウンシルとして創設する制定法文書が作成され、2019年4月1日の創設にむけ、新しい議会の区域を管轄する準備会が設けられた。
バッキンガムシャー・カウンティ・カウンシルと、非都市ディストリクトであるエイルズベリー・ヴェイル、チルターン、サウス・バックスおよびウィコムは、2020年4月1日に、バッキンガムシャー・カウンシルとして単一自治体となった。既存の単一自治体であるミルトン・キーンズには影響はなく、これにより、2020年4月1日以降、典礼カウンティであるバッキンガムシャーは、2つの単一自治体が占めることとなった。
2018年3月、住宅・コミュニティ・地方自治大臣の嘱託による独立報告書は、ノーサンプトンシャーにおける地方自治体の構造的変更を提案した。その内容は、既存のカウンティ議会とディストリクト議会を廃止し、新たに2つの単一自治体を創設するというものであった。その一方は、既存のディストリクトであるダヴェントリー、ノーサンプトンおよびサウス・ノーサンプトンシャーの区域とし、もう一方は、コービー、イースト・ノーサンプトンシャー、ケタリングおよびウェリングバラの区域とされた。この提案は2019年5月に承認され、2021年4月に単一自治体の議会が設置された。
2021年7月、住宅・コミュニティ・地方自治相は、カンブリア、ノース・ヨークシャー、サマセットの各非都市カウンティを単一自治体に再編する予定であると発表した。新しい議会の選挙は2022年5月に実施され、その後2023年4月1日に単一自治体が発足した。

## 機能
単一自治体は、通常であれば非都市カウンティの議会と非都市ディストリクトの議会が別々に有する権限と機能を併せ持っている。これらの機能には、住宅供給、廃棄物収集・処理、住民税徴収、教育、図書館、社会サービス、交通、都市計画、消費者保護、許認可、霊園、火葬場がある。これらのサービスの詳細は次のとおり。
| サービス     | 非都市カウンティ | 非都市ディストリクト | 単一自治体 |
| ------------ | ---------------- | -------------------- | ---------- |
| 教育         | チェック         |                      | チェック   |
| 住宅供給     |                  | チェック             | チェック   |
| 計画の適用   |                  | チェック             | チェック   |
| 戦略的計画   | チェック         |                      | チェック   |
| 交通計画     | チェック         |                      | チェック   |
| 旅客運送     | チェック         |                      | チェック   |
| 道路         | チェック         |                      | チェック   |
| 消防         | チェック         |                      | チェック   |
| 社会サービス | チェック         |                      | チェック   |
| 図書館       | チェック         |                      | チェック   |
| 余暇・娯楽   |                  | チェック             | チェック   |
| 廃棄物収集   |                  | チェック             | チェック   |
| 廃棄物処理   | チェック         |                      | チェック   |
| 環境衛生     |                  | チェック             | チェック   |
| 歳入徴収     |                  | チェック             | チェック   |

## 選挙区
大半の単一自治体は、二層構造におけるディストリクト議会選挙と同様、複数の大選挙区に分割されている。例外的に、カウンティ議会選挙における選挙区と同様の分割がなされているのは、コーンウォール、ダラム、ワイト島、ノーサンバーランド、シュロップシャーおよびウィルトシャーである。

## 現在の単一自治体一覧
大半の単一自治体は、法的には、単一の議会により運営される、非都市カウンティおよび非都市ディストリクトが重なり合ったものとして定義される。ディストリクトの権限と機能を追加的に有するカウンティ議会により運営される場合と、カウンティの権限と機能を追加的に有するディストリクト議会により運営される場合があるが、実質上の差異はない。カウンティ議会が存在する場合にはディストリクト議会はなく、逆も同様である。ディストリクトは、バラまたはシティの地位を追加的に有することができるが、権限や機能には何ら影響がない。
| 単一自治体                                     | 議会                                                       | 創設 | 主体           | 典礼カウンティ                             |
| ---------------------------------------------- | ---------------------------------------------------------- | ---- | -------------- | ------------------------------------------ |
| バース・アンド・ノース・イースト・サマセット   | バース・アンド・ノース・イースト・サマセット・カウンシル   | 1996 | ディストリクト | サマセット                                 |
| ベッドフォード                                 | ベッドフォード・バラ・カウンシル                           | 2009 | ディストリクト | ベッドフォードシャー                       |
| ブラックバーン・ウィズ・ダーウェン             | ブラックバーン・ウィズ・ダーウェン・バラ・カウンシル       | 1998 | ディストリクト | ランカシャー                               |
| ブラックプール                                 | ブラックプール・カウンシル                                 | 1998 | ディストリクト | ランカシャー                               |
| ボーンマス・クライストチャーチ・アンド・プール | ボーンマス・クライストチャーチ・アンド・プール・カウンシル | 2019 | ディストリクト | ドーセット                                 |
| ブラックネル・フォレスト                       | ブラックネル・フォレスト・バラ・カウンシル                 | 1998 | ディストリクト | バークシャー                               |
| ブライトン・アンド・ホヴ                       | ブライトン・アンド・ホヴ・シティ・カウンシル               | 1997 | ディストリクト | イースト・サセックス                       |
| ブリストル                                     | ブリストル・シティ・カウンシル                             | 1996 | ディストリクト | ブリストル                                 |
| バッキンガムシャー                             | バッキンガムシャー・カウンシル                             | 2020 | ディストリクト | バッキンガムシャー                         |
| セントラル・ベッドフォードシャー               | セントラル・ベッドフォードシャー・カウンシル               | 2009 | ディストリクト | ベッドフォードシャー                       |
| チェシャー・イースト                           | チェシャー・イースト・カウンシル                           | 2009 | ディストリクト | チェシャー                                 |
| チェシャー・ウェスト・アンド・チェシャー       | チェシャー・ウェスト・アンド・チェシャー・カウンシル       | 2009 | ディストリクト | チェシャー                                 |
| コーンウォール                                 | コーンウォール・カウンシル                                 | 2009 | カウンティ     | コーンウォール                             |
| カンバーランド                                 | カンバーランド・カウンシル                                 | 2023 | ディストリクト | カンブリア                                 |
| ダラム                                         | ダラム・カウンティ・カウンシル                             | 2009 | カウンティ     | ダラム                                     |
| ダーリントン                                   | ダーリントン・バラ・カウンシル                             | 1997 | ディストリクト | ダラム                                     |
| ダービー                                       | ダービー・シティ・カウンシル                               | 1997 | ディストリクト | ダービーシャー                             |
| ドーセット                                     | ドーセット・カウンシル                                     | 2019 | ディストリクト | ドーセット                                 |
| イースト・ライディング・オブ・ヨークシャー     | イースト・ライディング・オブ・ヨークシャー・カウンシル     | 1996 | ディストリクト | イースト・ライディング・オブ・ヨークシャー |
| ハルトン                                       | ハルトン・バラ・カウンシル                                 | 1998 | ディストリクト | チェシャー                                 |
| ハートルプール                                 | ハートルプール・バラ・カウンシル                           | 1996 | ディストリクト | ダラム                                     |
| ヘレフォードシャー                             | ヘレフォードシャー・カウンシル                             | 1998 | ディストリクト | ヘレフォードシャー                         |
| ワイト島                                       | アイル・オブ・ワイト・カウンシル                           | 1995 | カウンティ     | ワイト島                                   |
| キングストン・アポン・ハル                     | ハル・シティ・カウンシル                                   | 1996 | ディストリクト | イースト・ライディング・オブ・ヨークシャー |
| レスター                                       | レスター・シティ・カウンシル                               | 1997 | ディストリクト | レスターシャー                             |
| ルートン                                       | ルートン・バラ・カウンシル                                 | 1997 | ディストリクト | ベッドフォードシャー                       |
| メドウェイ                                     | メドウェイ・カウンシル                                     | 1998 | ディストリクト | ケント                                     |
| ミドルズブラ                                   | ミドルズブラ・バラ・カウンシル                             | 1996 | ディストリクト | ノース・ヨークシャー                       |
| ミルトン・キーンズ                             | ミルトン・キーンズ・カウンシル                             | 1997 | ディストリクト | バッキンガムシャー                         |
| ノース・イースト・リンカンシャー               | ノース・イースト・リンカンシャー・カウンシル               | 1996 | ディストリクト | リンカンシャー                             |
| ノース・リンカンシャー                         | ノース・リンカンシャー・カウンシル                         | 1996 | ディストリクト | リンカンシャー                             |
| ノース・ノーサンプトンシャー                   | ノース・ノーサンプトンシャー・カウンシル                   | 2021 | ディストリクト | ノーサンプトンシャー                       |
| ノース・サマセット                             | ノース・サマセット・カウンシル                             | 1996 | ディストリクト | サマセット                                 |
| ノース・ヨークシャー                           | ノース・ヨークシャー・カウンシル                           | 2023 | ディストリクト | ノース・ヨークシャー                       |
| ノーサンバーランド                             | ノーサンバーランド・カウンティ・カウンシル                 | 2009 | カウンティ     | ノーサンバーランド                         |
| ノッティンガム                                 | ノッティンガム・シティ・カウンシル                         | 1998 | ディストリクト | ノッティンガムシャー                       |
| ピーターバラ                                   | ピーターバラ・シティ・カウンシル                           | 1998 | ディストリクト | ケンブリッジシャー                         |
| プリマス                                       | プリマス・シティ・カウンシル                               | 1998 | ディストリクト | デヴォン                                   |
| ポーツマス                                     | ポーツマス・シティ・カウンシル                             | 1997 | ディストリクト | ハンプシャー                               |
| レディング                                     | レディング・バラ・カウンシル                               | 1998 | ディストリクト | バークシャー                               |
| レッドカー・アンド・クリーヴランド             | レッドカー・アンド・クリーヴランド・バラ・カウンシル       | 1996 | ディストリクト | ノース・ヨークシャー                       |
| ラトランド                                     | ラトランド・カウンティ・カウンシル                         | 1997 | ディストリクト | ラトランド                                 |
| シュロップシャー                               | シュロップシャー・カウンシル                               | 2009 | カウンティ     | シュロップシャー                           |
| スラウ                                         | スラウ・バラ・カウンシル                                   | 1998 | ディストリクト | バークシャー                               |
| サマセット                                     | サマセット・カウンシル                                     | 2023 | ディストリクト | サマセット                                 |
| サウサンプトン                                 | サウサンプトン・シティ・カウンシル                         | 1997 | ディストリクト | ハンプシャー                               |
| サウスエンド＝オン＝シー                       | サウスエンド＝オン＝シー・バラ・カウンシル                 | 1998 | ディストリクト | エセックス                                 |
| サウス・グロスタシャー                         | サウス・グロスタシャー・カウンシル                         | 1996 | ディストリクト | グロスタシャー                             |
| ストックトン＝オン＝ティーズ                   | ストックトン＝オン＝ティーズ・バラ・カウンシル             | 1996 | ディストリクト | ダラムおよびノース・ヨークシャー           |
| ストーク＝オン＝トレント                       | ストーク＝オン＝トレント・シティ・カウンシル               | 1998 | ディストリクト | スタッフォードシャー                       |
| スウィンドン                                   | スウィンドン・バラ・カウンシル                             | 1998 | ディストリクト | ウィルトシャー                             |
| テルフォード・アンド・レキン                   | テルフォード・アンド・レキン・バラ・カウンシル             | 1998 | ディストリクト | シュロップシャー                           |
| サーロック                                     | サーロック・カウンシル                                     | 1998 | ディストリクト | エセックス                                 |
| トーベイ                                       | トーベイ・カウンシル                                       | 1998 | ディストリクト | デヴォン                                   |
| ウォリントン                                   | ウォリントン・バラ・カウンシル                             | 1998 | ディストリクト | チェシャー                                 |
| ウェストモーランド・アンド・ファーネス         | ウェストモーランド・アンド・ファーネス・カウンシル         | 2023 | ディストリクト | カンブリア                                 |
| ウェスト・バークシャー                         | ウェスト・バークシャー・カウンシル                         | 1998 | ディストリクト | バークシャー                               |
| ウェスト・ノーサンプトンシャー                 | ウェスト・ノーサンプトンシャー・カウンシル                 | 2021 | ディストリクト | ノーサンプトンシャー                       |
| ウィルトシャー                                 | ウィルトシャー・カウンシル                                 | 2009 | カウンティ     | ウィルトシャー                             |
| ウィンザー・アンド・メイデンヘッド             | ウィンザー・アンド・メイデンヘッド・バラ・カウンシル       | 1998 | ディストリクト | バークシャー                               |
| ウォーキンガム                                 | ウォーキンガム・バラ・カウンシル                           | 1998 | ディストリクト | バークシャー                               |
| ヨーク                                         | シティ・オブ・ヨーク・カウンシル                           | 1996 | ディストリクト | ノース・ヨークシャー                       |

注釈
1. 1 2 3 4 5 6  非都市カウンティであるバークシャーは廃止されていないが、カウンティ議会は廃止され、ディストリクトがその機能を引き継いでいる。大半の単一自治体と異なり、バークシャーのディストリクトは非都市カウンティではない。

## 類似する行政機構
シリー諸島議会は、1890年に創設された「独特の（ラテン語: sui generis）」一層自治体であり、1930年以降、カウンティ議会の「権限、義務および責任」を有している。したがって、1992年地方自治法に基づくものではないため、シリー諸島議会は単一自治体ではない。また、36ある都市バラ議会も、当該地域において唯一選出された自治体ではある（数地域に存在するパリッシュ議会を除く）が、合同委員会と戦略的機能を共有している。他方、シティ・オブ・ロンドン・コーポレーションおよび32あるロンドン自治区議会は、高度な自治権を有しているものの、直接選挙により選出されるロンドン市長およびロンドン議会と戦略的機能を共有している。

## 合同行政機構
合同行政機構は、単一自治体とは別のイングランドの地方自治体の形態であり、混同すべきでない。